# Cardinal protoprêtre

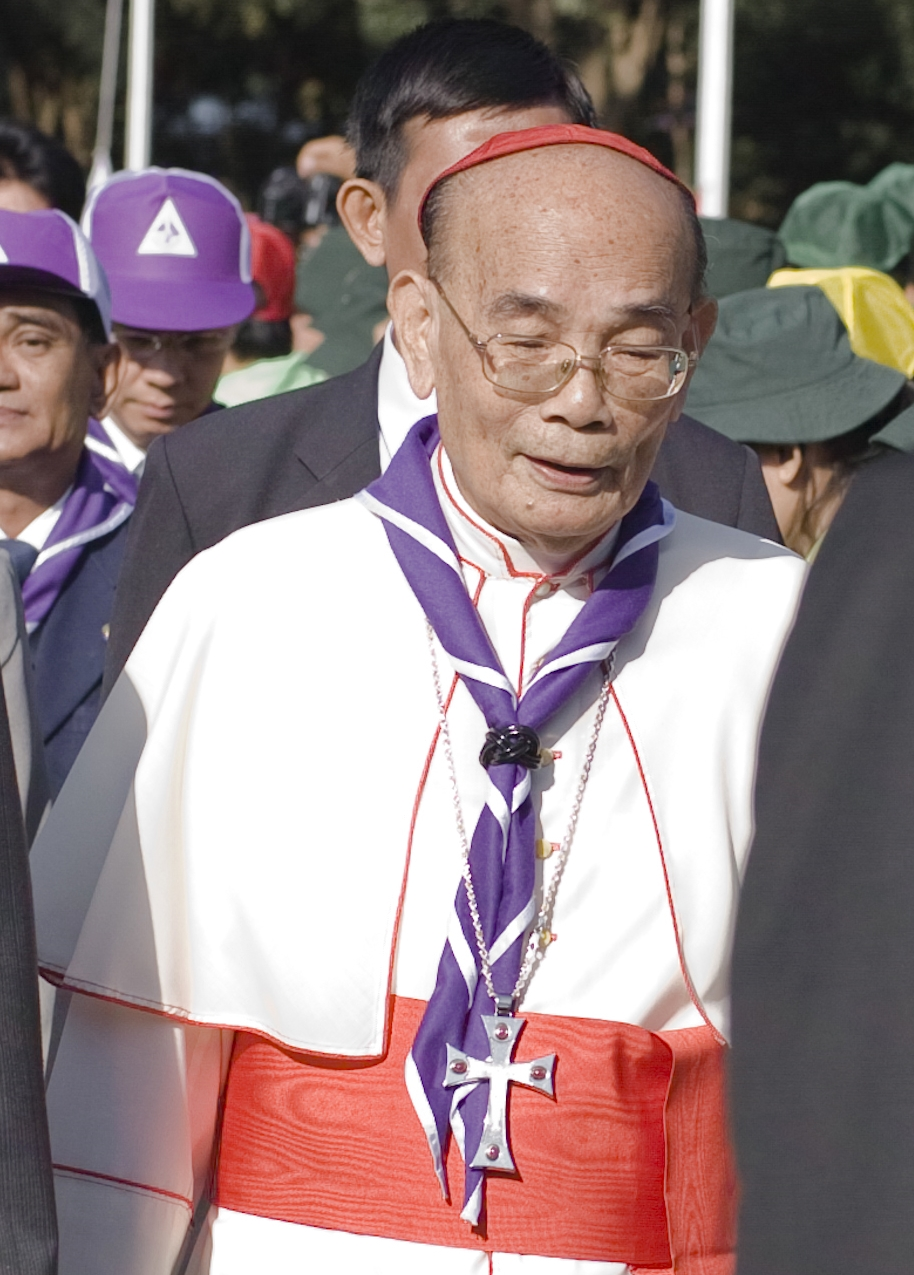
Michael Michai Kitbunchu, Cardinal protoprêtre depuis le 14 décembre 2016.

Le cardinal protoprêtre est  le doyen d'ancienneté de l'ordre des cardinaux-prêtres du Collège des cardinaux.  Du XVIe au XIXe siècle le titre est lié à l'église titulaire de S. Lorenzo in Lucina. Le protoprêtre prononce la prière formelle lors de l'inauguration d'un nouveau pape, après que le protodiacre a remis le pallium et avant que le doyen du Collège présente l'Anneau du pêcheur.

## Liste des cardinaux protoprêtres
- Ottaviano di Monticelli (futur antipape) (1158 – 7 septembre 1159)
- Guillaume de Champagne (1191 – 7 septembre 1202)
- Conrad Ier de Wittelsbach (1196 – 25 octobre 1200)
- Gregorio Crescenzi (1202 – 1207)
- Cencio (1212 – 1217)
- Guala Bicchieri, C.R.S.A. (1217 – 1227)
- Leone Brancaleone, C.R.S.A. (1228 – 25 août 1230)
- Tommaso da Capua (1230 – 22 août 1243)
- Stefano de Normandis dei Conti (1243 – 8 décembre 1254)
- Jean de Tolède, O. Cist. (1254 – 1262)
- Riccardo di Montecassino, O.S.B. (1261 ? – 1er mars 1262)
- Simone Paltineri (1262 – 1277)
- Anchero Pantaléon (1277 – 1er novembre 1286)
- Jean Cholet (1286 – 2 août 1293)
- Benedetto Caetani (futur pape Boniface VIII) (1293 – 24 décembre 1294)
- Pietro Peregrosso (1294 – 1295.07)
- Tommaso d'Ocre, O.S.B. Cel. (1295 – 29 mai 1300)
- Nicolas Caignet de Fréauville, O.P. (1313 – 15 janvier 1323)
- Arnaud de Canteloup (août 1313 – 14 décembre 1313)
- Guillaume Teste (janvier 1323 – septembre 1326)
- Pilfort de Rabastens, O.S.B. (décembre 1328 – 1330?)
- Annibal de Ceccano (1330 – 1333)
- Raymond de Mostuéjouls (décembre 1334 – 12 novembre 1335)
- Pierre de Chappes (novembre 1335 – 24 mars 1336)
- Matteo Orsini, O.P. (mars 1336 – 18 décembre 1338)
- Pedro Gómez Barroso (décembre 1338 – août 1341)
- Imbert du Puy (août 1341 – 26 mai 1348)
- Hélie de Talleyrand-Périgord (mai 1348 – 4 novembre 1348)
- Pierre Bertrand (4 novembre 1348 – 23 juin 1349)
- Guillaume de Court Novel, O. Cist. (juin 1349 – 18 décembre 1350)
- Guillaume d'Aure, O.S.B. (décembre 1350 – 3 décembre 1353)
- Guillaume d'Aigrefeuille l'Ancien (octobre 1363 – 17 septembre 1367)
- Pierre de Monteruc (1367 – 20 mai 1385)
- Pietro Pileo di Prata (mai 1381 – 1385)
- Guillaume d'Aigrefeuille le Jeune, O.S.B. (mai 1385 – 13 janvier 1401)
- Luca Rodolfucci de Gentili (novembre 1385 – 18 janvier 1389)
- Andrea Bontempi Martini (janvier 1389 – 16 juillet 1390)
- Poncello Orsini (juillet 1390 – 2 février 1395)
- Adam Easton, O.S.B. (juin 1396 – 15 août 1398)
- Bálint Alsáni (1397 – 19 novembre 1408)
- Bertrand de Chanac (janvier 1401 – 21 mai 1401)
- Jean Allarmet de Brogny (mai 1404 – 13 juin 1405)
- Pierre de Thury (1405.06 – 1410)
- Angelo d'Anna de Sommariva, O.S.B. Cam. (novembre 1408 – 23 septembre 1412)
- Pierre Ravat, C.R.S.A. (1409 – 1417)
- Giovanni Dominici, O.P. (septembre 1412 – 10 juin 1419)
- Antonio Panciera (septembre 1427 – 14 mars 1431)
- Domingo Ram i Lanaja, C.R.S.A. (mars 1434 – 7 mars 1444)
- Henri Beaufort (mars 1444 – 11 avril 1447)
- Louis Aleman, C.R.S.J. (19 décembre 1449 – 16 octobre 1450)
- Domenico Capranica (septembre 1450 – 14 août 1458)
- Pierre de Schaumberg (août 1458 – 12 avril 1469)
- Alain de Coëtivy (avril 1469 – décembre 1472 ?)
- Jean Rolin (décembre 1472 – 22 juin 1483)
- Luis Juan del Milà (juin 1483 – 1508 ?)
- Domenico Grimani (1508 – 22 septembre 1508)
- Philippe de Luxembourg (septembre 1508 – 3 juin 1509)
- Jaime Serra i Cau (juin 1509 – 20 janvier 1511)
- Tamás Bakócz (novembre 1511 – 11 juin 1521)
- François Guillaume de Castelnau de Clermont-Lodève (juin 1521 – 18 décembre 1523)
- Giulio della Rovere (8 août 1567 – 12 avril 1570)
- Marco Antonio Colonna (13 octobre 1586 – 11 mai 1587)
- Gabriele Paleotti (11 mai 1587 – 8 novembre 1589)
- Michele Bonelli, O.P. (8 novembre 1589 – 20 mars 1591)
- Ludovico Madruzzo (20 mars 1591 – 18 août 1597)
- Girolamo Rusticucci (1597 ? – 30 mars 1598)
- Pedro de Deza (18 août 1597 – 23 avril 1600)
- Girolamo Simoncelli (1598 ? – 21 février 1600)
- Anton Maria Salviati (23 avril 1600 – 16 avril 1602)
- Simeone Tagliavia d'Aragonia (30 août 1600 – 17 juin 1602)
- Girolamo Bernerio, O.P. (1602 ? – 16 juin 1603)
- Giovanni Evangelista Pallotta (16 juin 1603 – 24 janvier 1611)
- Gregorio Petrocchini, O.E.S.A. (24 janvier 1611 – 17 août 1611)
- Benedetto Giustiniani (17 août 1611? – 4 juin 1612)
- Francesco Maria del Monte (4 juin 1612 – 16 septembre 1615)
- Francesco Sforza (13 novembre 1617 – 5 mars 1618)
- Ottavio Bandini (1618 – 27 mars 1621)
- Alessandro Damasceni Peretti (30 mars 1620 ? – 6 avril 1620)
- Bartolomeo Cesi (29 mars 1621 – 18 octobre 1621)
- Andrea Baroni Peretti Montalto (24 octobre 1621 – 16 septembre 1624)
- Domenico Ginnasi (16 septembre 1624 – 2 mars 1626)
- Carlo Gaudenzio Madruzzo (2 mars 1626 – 16 septembre 1626)
- Carlo Emmanuele Pio (16 mars 1626 – 14 avril 1627)
- Giovanni Garzia Millini (1627 ? – 20 août 1629)
- Luigi Capponi (20 août 1629 – 6 avril 1659)
- Girolamo Colonna (21 avril 1659 – 21 novembre 1661)
- Giovanni Battista Maria Pallotta (21 novembre 1661 – 2 juillet 1663)
- Francesco Maria Brancaccio (1663 ? – 11 octobre 1666)
- Stefano Durazzo (1666 – 11 juillet 1667)
- Giulio Gabrielli (1667 – 30 janvier 1668)
- Ernst Adalbert von Harrach (18 juillet 1667 – 25 octobre 1667)
- Rinaldo d'Este (1671 ? – 24 août 1671)
- Cesare Facchinetti (1671 ? – 14 novembre 1672)
- Carlo Rossetti (1672 ? – 19 octobre 1676)
- Niccolò Albergati-Ludovisi (1676 ? – 13 septembre 1677)
- Lorenzo Raggi (1676 ? – 8 janvier 1680)
- Alderano Cibo (1677 ? – 6 février 1679)
- Luigi Omodei (1680 ? – 26 avril 1685)
- Carlo Barberini (1686 ? – 2 octobre 1704)
- Francesco Nerli (1704 ? – 8 avril 1708)
- Galeazzo Marescotti (1710 ? – mai 1715)
- Giuseppe Sacripante (1726 ? – 4 janvier 1727)
- Jules Alberoni (1740 ? – 26 juin 1752)
- Thomas-Philippe d’Alsace de Hénin-Liétard (26 juin 1752 – 5 janvier 1759)
- Domenico Silvio Passionei (5 janvier 1759 – 5 juillet 1761)
- Christoph Bartholomäus Anton Migazzi (21 janvier 1788 – 14 avril 1803)
- Francesco Carafa della Spina di Traetto (14 avril 1803 – 20 septembre 1818)
- Louis Marie de Bourbon (20 septembre 1818 – 19 mars 1823)
- Giuseppe Firrao (19 mars 1823 – 24 janvier 1830)
- Luigi Ruffo-Scilla (24 janvier 1830 – 17 novembre 1832)
- Cesare Brancadoro (17 novembre 1832 – 12 septembre 1837)
- Joseph Fesch (12 septembre 1837 – 13 mai 1839)
- Carlo Oppizzoni (13 mai 1839 – 13 avril 1855)
- Giacomo Filippo Fransoni (13 avril 1855 – 20 avril 1856)
- Benedetto Barberini (20 avril 1856 – 10 avril 1863)
- Antonio Tosti (10 avril 1863 – 20 mars 1866)
- Engelbert Sterckx (20 mars 1866 – 4 décembre 1867)
- Filippo de Angelis (4 décembre 1867 – 8 juillet 1877)
- Frédéric-Joseph de Schwarzenberg (8 juillet 1877 – 27 mars 1885)
- Teodolfo Mertel (27 mars 1885 – 11 juillet 1899)
- Mieczysław Ledóchowski (11 juillet 1899 – 22 juillet 1902)
- José Sebastião d'Almeida Neto, O.F.M. Disc. (22 juillet 1902 – 7 décembre 1920)
- James Gibbons (7 décembre 1920 – 24 mars 1921)
- Michael Logue (24 mars 1921 – 19 novembre 1924)
- Giuseppe Francica-Nava de Bontifè (19 novembre 1924 – 7 décembre 1928)
- Lev Skrbenský z Hříště (7 décembre 1928 – 24 décembre 1938)
- William O'Connell (24 décembre 1938 – 22 avril 1944)
- Alessio Ascalesi, C.PP.S. (22 avril 1944 – 11 mai 1952)
- Michael von Faulhaber (11 mai 1952 – 12 juin 1952)
- Alessandro Verde (12 juin 1952 – 29 mars 1958)
- Joseph-Ernest Van Roey (29 mars 1958 – 6 août 1961)
- Manuel Gonçalves Cerejeira (6 août 1961 – 2 août 1977)
- Carlos Carmelo de Vasconcelos Motta (2 août 1977 – 18 septembre 1982)
- Giuseppe Siri (18 septembre 1982 – 2 mai 1989)
- Paul-Émile Léger, P.S.S. (2 mai 1989 – 13 novembre 1991)
- Franz König (13 novembre 1991 – 13 mars 2004)
- Stephen Kim Sou-hwan (13 mars 2004 – 16 février 2009)
- Eugênio de Araújo Sales (16 février 2009 – 9 juillet 2012)
- Paulo Evaristo Arns, O.F.M. (9 juillet 2012 - 14 décembre 2016)
- Michael Michai Kitbunchu (depuis le 14 décembre 2016)